# Tren ligero de Campeche
| \| \| 0,0 \| Centro Histórico \| Centro Histórico \| \| \| 0,7 \| Barrio de Guadalupe \| Barrio de Guadalupe \| \| \| 1,5 \| Barrio de San Francisco \| Barrio de San Francisco \| \| \| 2,2 \| La Campechana \| La Campechana \| \| \| 2,7 \| Barrio de la Ermita \| Barrio de la Ermita \| \| \| 3,7 \| Barrio de Santa Lucía \| Barrio de Santa Lucía \| \| \| 4,1 \| Gobernadores \| Gobernadores \| \| \| 4,7 \| Betriebswerk und Depot \| Betriebswerk und Depot \| \| \| 5,2 \| Cuatro Caminos \| Cuatro Caminos \| \| \| 6,4 \| Héroe de Nacozari \| Héroe de Nacozari \| \| \| 7,4 \| Aeropuerto Ing. Alberto Acuña \| Aeropuerto Ing. Alberto Acuña \| \| \| 7,9 \| Terminal Aérea \| Terminal Aérea \| \| \| \| \| \| \| \| 9,5 \| Campus UACAM \| Campus UACAM \| \| \| 10,6 \| Periférico Pablo García \| Periférico Pablo García \| \| \| 12,4 \| Siglo XXI \| Siglo XXI \| \| \| \| von Palenque \| \| \| \| 15,4 \| Estación Tren Maya \| Estación Tren Maya \| \| \| \| nach Mérida \| \| |      |                               |                               |
| U-Bahn-Kopfbahnhof Streckenanfang | 0,0  | Centro Histórico              | Centro Histórico              |
| U-Bahn-Haltepunkt / Haltestelle | 0,7  | Barrio de Guadalupe           | Barrio de Guadalupe           |
| U-Bahn-Haltepunkt / Haltestelle | 1,5  | Barrio de San Francisco       | Barrio de San Francisco       |
| U-Bahn-Haltepunkt / Haltestelle | 2,2  | La Campechana                 | La Campechana                 |
| U-Bahn-Haltepunkt / Haltestelle | 2,7  | Barrio de la Ermita           | Barrio de la Ermita           |
| U-Bahn-Haltepunkt / Haltestelle | 3,7  | Barrio de Santa Lucía         | Barrio de Santa Lucía         |
| U-Bahn-Haltepunkt / Haltestelle | 4,1  | Gobernadores                  | Gobernadores                  |
| U-Bahn-Abzweig geradeaus und nach links · U-Bahn-Betriebs-/Güterbahnhof Streckenende und quer | 4,7  | Betriebswerk und Depot        | Betriebswerk und Depot        |
| U-Bahn-Haltepunkt / Haltestelle | 5,2  | Cuatro Caminos                | Cuatro Caminos                |
| U-Bahn-Haltepunkt / Haltestelle | 6,4  | Héroe de Nacozari             | Héroe de Nacozari             |
| U-Bahn-Haltepunkt / Haltestelle | 7,4  | Aeropuerto Ing. Alberto Acuña | Aeropuerto Ing. Alberto Acuña |
| U-Bahn-Abzweig nach links und von links · U-Bahn-Kopfbahnhof Streckenende und quer | 7,9  | Terminal Aérea                | Terminal Aérea                |
| U-Bahn-Strecke |      |                               |                               |
| U-Bahn-Haltepunkt / Haltestelle | 9,5  | Campus UACAM                  | Campus UACAM                  |
| U-Bahn-Haltepunkt / Haltestelle | 10,6 | Periférico Pablo García       | Periférico Pablo García       |
| U-Bahn-Haltepunkt / Haltestelle | 12,4 | Siglo XXI                     | Siglo XXI                     |
| Strecke von halbrechts · U-Bahn-Abzweig geradeaus und nach links · U-Bahn-Strecke von rechts |      | von Palenque                  | von Palenque                  |
| U-Bahn-Strecke geradeaus | 15,4 | Estación Tren Maya            | Estación Tren Maya            |
| Strecke nach halbrechts · U-Bahn-Strecke nach links · U-Bahn-Strecke nach rechts |      | nach Mérida                   | nach Mérida                   |

Der Tren Ligero de Campeche ist ein Autonomous-Rapid-Transit-System (ART) in der mexikanischen Küstenstadt Campeche. Damit sollen auf einer gut 15 Kilometer langen Strecke mit 14 Stationen sowie zusätzlichem Halt am Terminal des Flughafens der neue Bahnhof am Tren Maya, der im Südosten vor der Stadt liegt, und das als UNESCO-Weltkulturerbe  ausgezeichnete historische Zentrum miteinander verbunden werden. Die Eröffnung fand am 20. Juli 2025 statt.

## Geschichte
Seit deren Eröffnung 1950 wurde das Stadtgebiet von der Ferrocarril Coatzacoalcos–Mérida durchquert. Mit dem Bau des Tren Maya wurde entschieden, dessen neue Strecke zu verlegen und die Stadt im Südosten zu umfahren. Ein neuer Bahnhof sollte außerhalb der Stadt unmittelbar an der Schnellstraße MEX 202 Periférico Pablo García y Montilla errichtet werden. Damit stellte sich zwangsläufig die Frage, wie zukünftig die Passagierströme von dort in die Innenstadt bewältigt werden sollen.
Im Dezember 2021 unterzeichnete die Gouverneurin von Campeche, Layda Sansores, eine Kooperationsvereinbarung mit dem Direktor der Eisenbahnregulierungsbehörde Agencia Reguladora del Transporte Ferroviario (ARTF), David Camacho, um Eisenbahnstrecken im Bundesstaat Campeche zu fördern. Insbesondere der Bau einer Stadtbahn vom neuen Bahnhof Campeche in die Innenstadt wurde angedacht. Über das Ministerium für Infrastruktur, Kommunikation und Transport wurden 29,9 Millionen Pesos (umgerechnet rund 1,2 Millionen Euro) beantragt, um Vorinvestitionsstudien für das Projekt durchzuführen, das eine Strecke von ursprünglich 20,7 Kilometer umfassen sollte. Es wurde geplant, die bestehende Eisenbahninfrastruktur der stillgelegten Linien FA und FL für den Bau der Stadtbahn zu nutzen. Ursprünglich sollte das Projekt mit Mitteln des Nationalen Infrastrukturfonds Fondo Nacional de Infraestructura (FONADIN) finanzieren werden, später wurde bekannt gegeben, dass die Finanzierung aus Mitteln der Bundesregierung erfolgen würde.
Die Kosten für das Projekt wurden anfangs mit 5 Milliarden Pesos (umgerechnet rund 245 Millionen Euro) kalkuliert, wobei angenommen wurde, dass keine neuen Gleise verlegt werden, sondern die Strecke über die alten Gleise führen würde, um Geld zu sparen. Am 14. September 2023 wurde bekannt gegeben, dass das Projekt nicht mehr als Stadtbahn, sondern als spurgeführtes Bussystem vom Typ ART umgesetzt werden soll. Somit wurden alle Eisenbahnschienen, die durch die Stadt führten, entfernt, um Betonfahrbahnen zu bauen.
Im April 2024 begannen die Bauarbeiten mit der Vorbereitung des Bodens neben der Avenida Héroe de Nacozari, wo mit dem Entfernen der Schwellen und der Bahngleise begonnen wurde. Aufgrund des Umfanges der Arbeiten wurde damit gerechnet, dass eine beträchtliche Anzahl von Bäumen und Palmen gefällt würde, allerdings gab es zu diesem Zeitpunkt unter dem Vorwand des Wahlverbots keine offiziellen Informationen dazu. Nach einer Kontroverse über das Fehlen von Baugenehmigungen und verschiedenen Genehmigungen wie der Vorlage des Exekutivprojekts und der Umweltverträglichkeitserklärung wurden die Bauarbeiten durch das Bürgermeisteramt von Campeche bereits im Mai wieder gestoppt. Diese Entscheidung wurde im Juli des Jahres durch Beschluss des Verwaltungsgerichts wieder aufgehoben und die Bauarbeiten wieder aufgenommen. Daraufhin änderte der Projektleiter des Tren Maya, Blas Andrés Núñez, unmittelbar danach den Betriebsbeginn der Stadtbahn in Campeche auf April 2025. Es kam jedoch zu weiteren Verzögerungen, Ende April wurde im Rahmen einer Testfahrt mit Präsidentin Claudia Sheinbaum Pardo nunmehr der 30. Juni des Jahres als Einweihungstermin benannt, der aber auch nicht gehalten werden konnte. Letztlich startete ein kostenloser öffentlicher Fahrgastbetrieb am 20. Juli und der kommerzielle folgte am 2. August.

## Strecke
Die Strecke des Tren ligero de Campeche führt im Wesentlichen durch die Stadtviertel Centro entlang des Malecón de Campeche und Ermita entlang der Avenida Héroe de Nacozari. Sie beginnt nördlich der historischen Altstadt direkt an der Küstenstraße Avenida Adolfo Ruíz Cortines am Denkmal für den Unabhängigkeitskämpfer Pedro Sainz de Baranda y Borreiro an der Haltestelle Centro Histórico. Von dort führt die Strecke nordostwärts entlang der Küste, bis sie nach gut zwei Kilometern und der Station Galerías die Küste verlässt und sich Richtung Südosten wendet. Nach rund 500 Metern und der Station La Ermita erreicht der Tren ligero die ehemalige Bahnstrecke und folgt ihr südwärts in Seitenlage der Avenida Héroe de Nacozari. Am ehemaligen Bahnhof wird kurz vor der Station Antigua Estación der Betriebshof passiert. Nach insgesamt rund 7,5 Kilometern wird die Station am Flughafen erreicht und nach weiteren gut zwei Kilometern wendet sich die Strecke nach der Station Periférico gen Osten und schwenkt auf die Schnellstraßenumfahrung ein. Dieser wird weitere fast fünf Kilometer gefolgt, bis an der Endstation Terminal Tren Maya der neue Fernbahnhof erreicht wird.
Die Strecke ist besonders ausgebaut, um den Verkehr auf ihr zu beschleunigen. Ausgehend von der einstreifigen Kopfendstation wird sie richtungsgetrennt entlang der Küste noch überwiegend im Straßenverkehr mitgeführt. Dabei sind jeweils die Haltestellen mit zwei separaten Busspuren und Mittelbahnsteig im Mittelstreifen der vier- bis sechsstreifigen Avenida angeordnet. Auf dem Weg von dort zur alten Bahntrasse wurde die südliche Richtungsfahrbahn der Avenida Darcena zur zweistreifigen Spur für den Tren ligero umgebaut, danach geht es wieder kurz im Straßenverkehr der Calle 10-B einstreifig weiter, ehe in die Calle 10 eingebogen wird und nunmehr der alten, zur Busspur umgebauten Bahntrasse gefolgt wird. Anfangs im Altstadtbereich weiterhin einstreifig im Wechselverkehr, ab Unterquerung der Avenida Gobernades an der gleichnamigen Station zweistreifig im Gegenverkehr. Beim Einbiegen auf die MEX 202 trennen sich die Busstreifen und werden jeweils in Seitenlage der Schnellstraße bis zur Endstation geführt, wo in einer Wendeschleife über die dortige Anschlussstelle umgekehrt wird.

## Fahrzeuge
Die für den Tren ligero de Campeche eingesetzten Fahrzeuge sollten ursprünglich Hybridzüge sein, die sowohl auf Eisenbahnschienen als auch auf normalen Straßen fahren können.
Nach der Umplanung auf durchgehende Betonfahrbahnen statt auf Schienen entschied man sich für den Einsatz von Spurführungsbussen nach dem System ART. Ende Juli 2024 brachte dazu das ausführende Unternehmen CRRC ein Demonstrationsfahrzeug, das bereits bei den Tests der Ecovía-Linie in Monterrey (Nuevo León) eingesetzt wurde und dem Fahrzeug des Linie 5-Projektes der Metrorrey entspricht.
Es wird in Campeche fünf Einheiten geben, womit in Spitzenzeiten eine Kapazität von 1.200 Passagieren je Richtung möglich sein wird. Ein Fahrzeug wird aus drei Gelenkmodulen bestehen und 304 Personen befördern können.

## Betrieb
Im kostenlosen Passagierbetrieb bis einschließlich 1. August 2025 wurden zunächst lediglich acht Fahrten täglich je Richtung  angeboten, die sich an den Ankunftszeiten der Züge des Tren Maya orientierten.
Im kommerziellen Betrieb soll in der Hauptverkehrszeit im 15-Minuten-Takt gefahren werden, in den schwächeren Tageszeiten halbstündlich.
Eine Fahrt kostet 18 Pesos, umgerechnet 0,82 Euro. Personen mit eingeschränkter Mobilität, Ältere sowie Studierende erhalten 50 Prozent Rabatt.